# Kovács Barnabás (síelő)
Kovács Barnabás (Budapest, 1946. július 8. – 2017. január 1.) síelő, edző, szövetségi kapitány, szakíró.

## Családja
Apja Kovács László román bajnok síversenyző, sportvezető volt. Tőle sajátította el a síelés alapjait kétévesen, testvérével Kovács Gedeonnal együtt, aki később síedző lett.
Felesége Gráczol Ágnes teniszező volt. Lányuk, Kovács Mónika az 1990-es évek végén a legeredményesebb magyar alpesisíző volt. Az 1998-as naganói téli olimpiára három számban kvalifikálta magát, és az összetett versenyben 21. helyezést szerzett.

## Pályafutása
1963 és 1977 között a Budapesti Honvéd síelője volt. 1963 és 1967 között több ifjúsági bajnoki címet nyert. 1968 és 1977 között ötszörös csapatbajnok óriás-műlesiklásban, kétszeres műlesiklásban és egyszeres lesiklásban. Tagja volt az alpesi síválogatott keretnek.
1972-ben szerzett tanári és síszakedzői diplomát a Testnevelési Főiskolán.
1973 és 1986 között a magyar alpesi síelés szakmai vezetőjeként dolgozott.
A világkupa-sorozatban bemutatkozó versenyzők (Kővári Enikő, Apjok Ildikó, Görgey Anna) eredményei jelezték munkájának eredményességét. Ezt követően külföldön vállalt munkát. Többek között Hollandiában, Chilében, Argentínában és Ausztráliában tevékenykedett. Vezetésével vett részt a magyar síválogatott az 1992-es albertville-i és az 1994-es lillehammeri téli olimpián.
2008-tól az összes szakágért felelős szövetségi kapitányként irányította a magyar válogatott szakmai munkáját. 2016 januárjában az alpesisi szakágban Stark Mártonnak adta át a feladatokat és továbbra is vezette a biatlon, sífutás és síugrás szakágakat.
2017. január 1-jén, délután autóbalesetben vesztette életét.

## Sikerei, díjai
- Magyar bajnokság – egyéni
  - 2.: 1973 (óriás-műlesiklás)
- Magyar bajnokság – csapatbajnokság
  - lesiklás
    - bajnok: 1969

  - műlesiklás
    - bajnok: 1969, 1977

  - óriás-műlesiklás
    - bajnok: 1968, 1969, 1970, 1972, 1973